# Cheesesteak

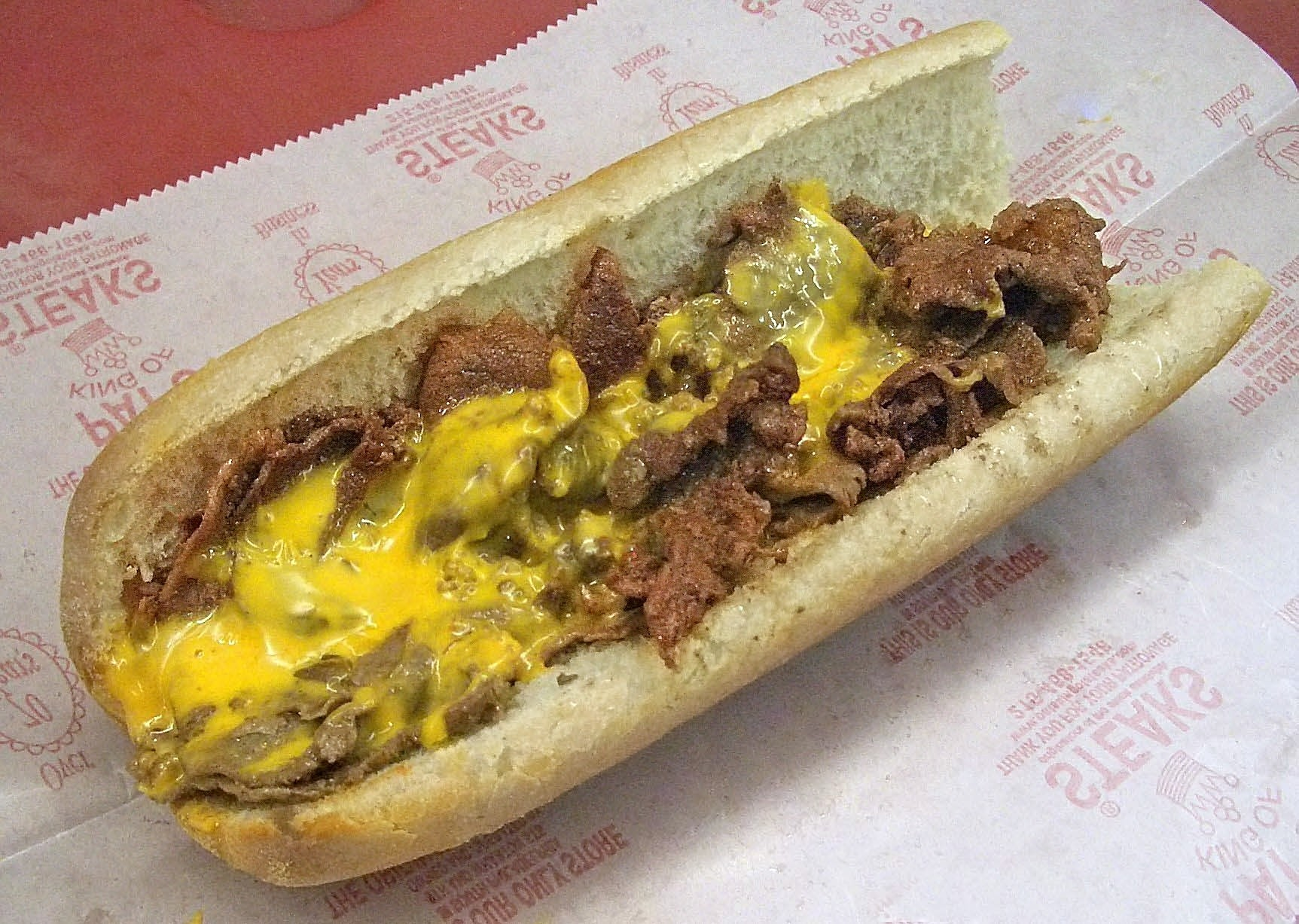
Cheesesteak.

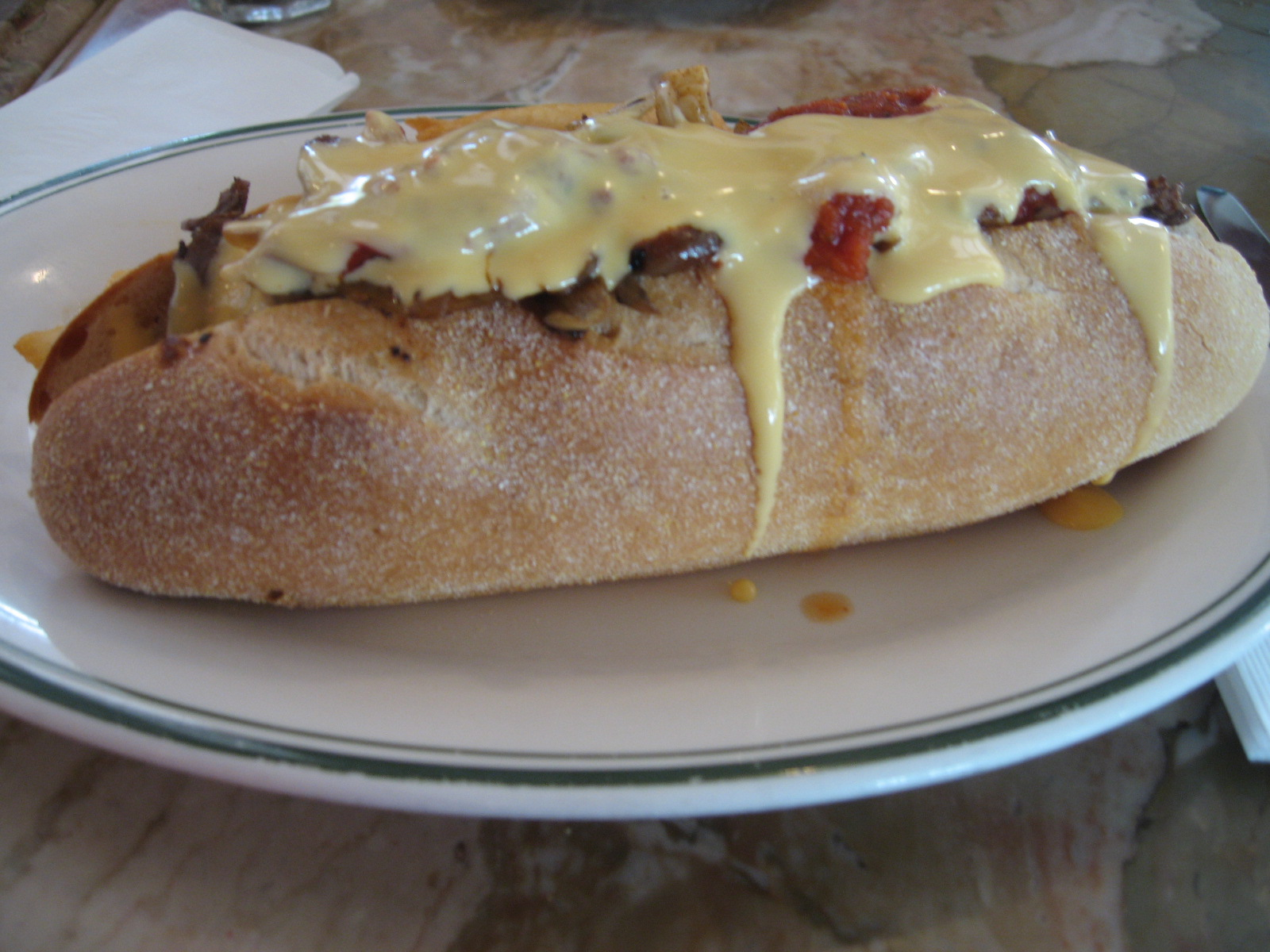
Un Cheesesteak.

El cheesesteak es una especie de sándwich conocido fuera de las regiones de Filadelfia, Pensilvania como Philadelphia cheesesteak, Philly cheesesteak, o incluso steak and cheese. Este sandwich lleva en su interior pequeñas tiras de carne (steak) y una pequeña cantidad de queso fundido de cheddar o provolone. Un cheesesteak sin queso fundido se denomina localmente como steak sandwich, o un Philly Steak en otras partes del país. El cheesesteak es una especie de alimento informal que se sirve en la calle de la región de Filadelfia. Fue inventado y asociado a la ciudad en los años 1930 y es por esta razón un icono al igual que otras comidas como el Tastykakes, helado italiano, los pretzel de la zona, los hoagies y los scrapple.

## Historia
El habitante de Filadelfia Pasquale 'Pat' Olivieri es a menudo acreditado como el inventor de este sandwich denominado Philadelphia cheesesteak junto con su hermano: Harry Olivieri, cuando servían filetes cortados en tiras a comienzo de los años 1930s. ambos comenzaron a vender esta combinación como un hot dog en un puesto ubicado en el sur de Filadelfia (en el Italian Market). En esta época empezaron a ser muy populares y el negocio les fue tan bien que abrieron su propio restaurante de cheesesteak en 1930. Este restaurante todavía opera hoy con el nombre de Pat's King of Steaks (rey de los filetes). La página de red oficial de Pat's menciona la preparación de un "steak sandwich" (no un "cheesesteak") y menciona que a lo largo de los años las demandas de los clientes han ido cambiando y perfeccionando la receta... el queso se añadió." Joe Vento de Geno's, que está ubicado justo enfrente de la calle de Pat's, reclama haber sido el primero que añadió queso a la receta. En el año 1952 añadieron como ingrediente el Cheez Whiz a sus sándwiches. Las paredes del restaurante están llenas de celebridades que estuvieron allí tomando este típico sandwich tales como: Bill Clinton, Jimmy Durante, Joey Bishop, Rodney Dangerfield, Connie Stevens, Henry Winkler, John McCain, los Bee Gees y Lou Rawls.